# Jakob Ackeret
Jakob Ackeret, FRAeS (1898–1981) a fost un inginer aeronautic elvețian. El este în general considerat ca unul dintre cei mai mari experți aeronautici ai secolului al XX-lea.

## Naștere și educație
Jakob Ackeret s-a născut în 1898 în Elveția. A obțint licența în inginerie mecanică la ETH Zürich în 1920 ca student al lui Aurel Stodola. În anii 1921-1927 a lucrat cu Ludwig Prandtl la "Aerodynamische Versuchsanstalt" din Göttingen, asistând la o perioadă legendară în dezvoltarea dinamicii moderne a fluidelor. A obținut doctoratul la ETH Zürich în 1927.

## Carieră academică
După terminarea doctoratului, Ackeret a lucrat la Escher Wyss AG din Zürich ca inginer hidraulic șef, aplicând, cu un mare succes, tehnici moderne de aerodinamică în proiectarea de turbine.
El a devenit profesor de aerodinamică la ETH Zürich în 1931, iar printre studenții săi s-a aflat Wernher von Braun.

## Cercetări
Ackeret a fost un expert în turbine cu gaze și a fost cunoscut pentru cercetările sale în domeniul elicelor și al propulsiei de mare viteză.
Când a predat la ETH Zurich, el a participat activ la rezolvarea problemelor practice de inginerie, cum ar fi proiectarea de elice cu pas variabil pentru nave și avioane. Invenția sa cea mai importantă a fost turbina cu gaze cu circuit închis. El a realizat invenția împreună cu C. Keller.
Ackeret a contribuit în mod semnificativ la cercetări în aerodinamica supersonică. El a condus activitatea inițială de calcul al vitezei și rezistența întâmpinată de o pală supersonică și a propus denumirea de "număr Mach" pentru multiplii vitezei sunetului. Într-o conferință desfășurată la Roma în 1935 Ackeret a prezentat un proiect al unui tunel de vânt supersonic.
Ackeret a obținut în 1965 Ludwig-Prandtl-Ring din partea Deutsche Gesellschaft für Luft- und Raumfahrt (Societatea Germana pentru Aeronautică și Astronautică) pentru "contribuție remarcabilă în domeniul ingineriei aerospațiale".
În 1976, el a fost ales membru asociat din străinătate al National Academy of Engineering din SUA pentru "contribuțiile sale la înțelegerea mecanicii fluidelor supersonice și de mare viteză, conducând la îmbunătățiri semnificative a științei zborului".